# 馬騰
馬騰（2世紀—212年），字壽成，中國東漢末年之武將，是東漢初名將馬援之後人，父親馬平任蘭干縣尉，後因失官而留在隴西。马腾之父马平最初因家貧而無妻，其後與羌人女性结婚生下马腾，所以马腾母系是羌人。馬騰是蜀漢武將馬超之父，此外亦有馬休與馬鐵二子。

## 生平
當時涼州刺史耿鄙委任治中程球，程球為貪官，士人怨之。 漢靈帝中平元年十一月（185年），胡人北宮伯玉與先零羌人聯合起兵反叛漢，还有百姓王國造反。“州郡募发民中有用力者，欲讨之，马腾在募中。”耿鄙徵馬騰為軍從事，統領部隊，與龐德一同攻擊反叛的羌人和氐族，有功，龐德升遷至校尉，馬騰提升為軍司馬，後以軍功遷偏將軍。

### 勇冠四州
中平四年（187年）夏四月，韓遂乃殺邊章及北宮伯玉、李文侯，擁兵十餘萬，進圍隴西。涼州刺史耿鄙討金城賊韓遂，太守李参反，與韓遂結盟，共殺涼州刺史耿鄙。韓遂寇漢陽，漢陽太守傅燮戰死。而韓遂聯合耿鄙司馬馬騰，亦擁兵反叛、與漢陽人王國並叛，共同推舉王國為主帥，號「合眾將軍」，朝廷称其為「三輔作亂」。
此後馬騰與韓遂結義為兄弟。
189年，王國被朝廷派來的軍隊擊敗，馬騰和韓遂等人共是廢掉王國，又劫持閻忠為主帥。不久閻忠病死，馬韓等人互相攻伐，勢力有所衰弱。
192年，董卓進洛陽時曾拉攏馬騰和韓遂，要他們一起出兵進京。之後董卓被呂布所弒，李傕等人專權，馬騰及韓遂合兵到達長安。於是拜韓遂為鎮西將軍，遣還金城，馬騰為征西將軍，屯於郿。 
興平元年（194年），馬騰進屯霸橋，有私事求於李傕，沒有得到應允。諫議大夫种邵為報父仇與侍中馬宇、中郎將杜稟、劉焉子左中郎將劉範、治書御史劉誕等為內應，計劃使馬騰襲長安，馬騰得劉焉五千兵之助，攻李傕、郭汜和樊稠等人。韓遂率眾助馬騰攻李傕，兩軍對戰於長平觀，時為三月壬申日（5月3日）。後馬韓聯軍敗退返回涼州，前益州刺史劭戰死、劉範、劉誕、萬餘人被斬首。劉焉痛失二子。
195年，韓遂和馬騰返回涼州，李傕等人又與馬騰與韓遂議和，改任馬騰為安狄將軍，韓遂為安羌將軍。不久，馬騰與韓遂又再次互相攻伐。
197年，曹操在官渡與袁紹相持。馬騰及韓遂為關中軍閥割據勢力之一。於是曹操採用荀彧的建議，派鍾繇代理司隸校尉，持節督關中諸軍。鍾繇到達長安後，寫信給馬騰和韓遂，陳述利害關係，於是兩人願意歸順，各自送來兒子作人質。

### 經湯莫若
202年，袁紹病逝，其子袁尚欲與馬騰及韓遂聯合，馬騰假裝答應。後曹操派鍾繇與袁尚所置的河東太守郭援以及匈奴南單于在平陽交戰，在曹操使者張既和傅幹等人的勸說下，馬騰決定幫助曹軍，派兒子馬超帶領萬餘人去幫助鍾繇擊郭援，馬騰遣子馬超將精兵逆之。郭援兵至平陽，輕率過河，眾止之卻不聽從，過河未半便被擊敗，馬超的部下龐德在戰場上親手斬殺郭援並降服單于。曹操表拜馬騰為征南將軍，韓遂為征西將軍，俱開府。
205年，曹操派張既徵集馬騰等人擊敗了高幹與張晟，斬殺了反叛的衛固等人。
建安十三年（208年），起先因部曲間的矛盾，馬騰和韓遂二人成為仇敵，韓遂殺掉了馬騰的妻儿，二人連年交戰。曹操派鍾繇、韋端前去勸和，升馬騰為前將軍，改屯槐里，假節，封槐里侯。張既勸說馬騰放棄部隊，入朝為官，馬騰一度猶豫，自見年老，最終答應，於年末來到鄴城。曹操上表封馬騰為衛尉，封其子馬超為偏將軍，代替馬騰統領部隊，屯於原地，又封其子馬休為奉車都尉，馬鐵為騎都尉，同其餘家屬徙往鄴城。

### 子累其害
211年，馬超起兵與曹操交戰，被擊敗。212年，因馬超起兵攻打曹操一事，曹操誅殺馬騰、馬休與馬鐵，同其餘家屬二百餘人。

## 家庭

### 先祖
- 馬援，漢光武帝時，拜為伏波將軍，封新息侯，世稱「馬伏波」。

### 父母
- 父：馬平，天水蘭干尉，後失官留居隴西。
- 母：羌人，馬平家里穷没有老婆，只好娶羌女，生下馬騰。

### 子
- 馬超，馬騰子。“有信、布之勇，甚得羌、胡心。”馬超起兵反曹，令留在京中作質的馬騰被曹操誅殺。
- 馬休，馬騰子。被召進京為奉車都尉。後因馬超起兵反曹被殺。
- 馬鐵，馬騰子。被召進京為騎都尉。後因馬超起兵反曹被殺。
- 馬岱，馬騰族子。一直跟隨馬超，位至平北将军，成為蜀漢重要將領並在諸葛亮死後聽從楊儀之命斬殺魏延。

演義中馬超為長子，次子為馬休、馬鐵。正史中馬騰另有兒子为韩遂所杀。

### 孫
- 馬秋，馬超之子。馬超投劉備時，留於漢中。曹操打敗張魯後，将其交給張魯處置，張魯殺了他。
- 馬承，馬超之子，嗣侯。
- 馬氏，馬超之女，嫁給刘备之子安平王劉理。

馬超另有子在冀城为梁宽、赵衢等所杀。

## 特徵
其祖先為漢伏波將軍馬援，父親馬平為天水蘭干尉，後失官留居隴西，娶羌女為妻，生下馬騰。馬騰身長八尺餘，身體洪大，面鼻雄異，而性格賢厚，頗受旁人敬佩。

## 评价
- 鱼豢：「腾为人长八尺馀，身体洪大，面鼻雄异，而性贤厚，人多敬之。」「北备胡寇，东备白骑，待士进贤，矜救民命，三辅甚安爱之。」
- 郝经：「马超父子勇冠西州，与韩遂颉翥为寇，残灭三辅，垦伤汉室。」
- 罗贯中：「父子齐芳烈，忠贞著一门，捐生图国难，誓死答君恩。嚼血盟言在，诛奸义状存。西凉推世胄，不愧伏波孙！」「张燕张鲁霸南郑，马腾韩遂守西凉。」

## 艺术形象

### 三國演義
《三國演義》中，馬騰被描述成對漢室十分忠誠的忠臣。於第五回以西涼太守身分，名列討董義軍第十三鎮，但並無登場作戰記述。第十回正式登場，與西涼軍閥韓遂互結為義兄弟，以邵、馬宇、劉範為內應，起兵十餘萬攻向長安，但受制於賈詡的謀略而功敗垂成。第二十回起參與董承等人暗殺專權的曹操的衣帶詔計劃，並將劉備推薦給董承，因事情敗露而逃回涼州。第五十七回被曹操征召入朝時，為了達成多年心願，而和黃奎欲討伐曹操，但事情最終敗露，馬騰和兒子馬休、馬鐵全部被殺。馬騰的死訊傳出後，馬超和韓遂為了報仇，在西涼起兵反叛曹操。 
此外，戏說三國志演義的時代小說《反三國演義》中，稱他作馬雲騄的父親，純屬虛構，其作者為周大荒。

### 漫畫
- 《蒼天航路》（王欣太）
- 《火鳳燎原》（陳某）:設定於

### 影视
- 中國中央電視台電視劇《三國演義》（1994年）：黄文俊
- 中國電視劇《三国》（2010年）：李大光
- 中國電視劇《武神赵子龙》（2016年）：罗彬